# ナハス・アングラ
ナハス・ジデオン・アングラ（1943年8月22日 - ）は、ナミビアの政治家。2005年から2012年、ヒフィケプニェ・ポハンバ大統領のもとで首相を務めた。現在は国防相。コロンビア大学から教育学の修士号を取得している。
オシコト州オニャーニャ生まれ。1965年から89年まで国外追放に遭い、73年から76年までザンビアのラジオ局に勤め、76年から80年まで国際連合で職員として勤めた。1980年に南西アフリカ人民機構（SWAPO）の発起人となった。SWAPOは89年に政党登録し、アングラは独立直後の89年11月から90年3月まで設けられた憲法制定会議のSWAPO所属の議員を務めた。90年から国会議員を務めており、90年から95年まで教育・スポーツ・文化相を、95年から2005年まで高等教育相をそれぞれ務めた。
2002年8月のSWAPO党大会で行われた中央委員選では、395票という最高得票で当選した（次点はジェリー・エカンジョであった）。2004年5月の大統領予備選ではポハンバとヒディポ・ハムテニャと三つ巴になったが、第一回投票でポハンバが213票、ハムテニャが166票、アングラが137票を獲得、得票数で最下位だったアングラは決選投票に進めなかった。決選投票でアングラ陣営はポハンバ支持に回り、それがポハンバ勝利に結びついた。家はルーテル教会に属している。
2012年12月4日、ポハンバ大統領は2014年大統領選挙のSWAPO候補に指名されたハーゲ・ガインゴブ副大統領を首相に任命した。アングラには国防相があてがわれた。